# Zanna angolana
Zanna angolana är en insektsart som beskrevs av Victor Lallemand 1959. Zanna angolana ingår i släktet Zanna och familjen lyktstritar. Inga underarter finns listade i Catalogue of Life.